# David Seidler
Pour les articles homonymes, voir Seidler.
David Seidler, né en 4 août 1937 à Londres et mort le 16 mars 2024 en Nouvelle-Zélande, est un dramaturge et scénariste britannico-américain. 
Il est surtout connu pour avoir écrit le scénario du film Le Discours d'un roi, pour lequel il fut récompensé par l'Oscar du meilleur scénario original en 2011.